# Vithuvad vråk
Vithuvad vråk (Buteogallus lacernulatus) är en hotad fågel i familjen hökar som enbart förekommer i sydöstra Brasilien.

## Utseende och läte
Vithuvad vråk är en medelstor (43–48 cm) svart och vit rovfågel med runda, breda vingar och kort stjärt. Huvudet är vitt, på främre delen av hjässan, nacken och övre delen av ryggen med grå anstrykning, Undersidan är helvit. Ryggen är svart, liksom vingarna, med viss vitaktig fläckning på tertialerna. Den korta stjärten är vit med svart längst in och i ett tunt ändband. Ögat är gult, liksom vaxhuden och benen. Ungfågeln är mörkstreckad på hjässa och nacke, med rostbruna spetsar på vingtäckare och skapularer. Lätet är inte beskrivet.

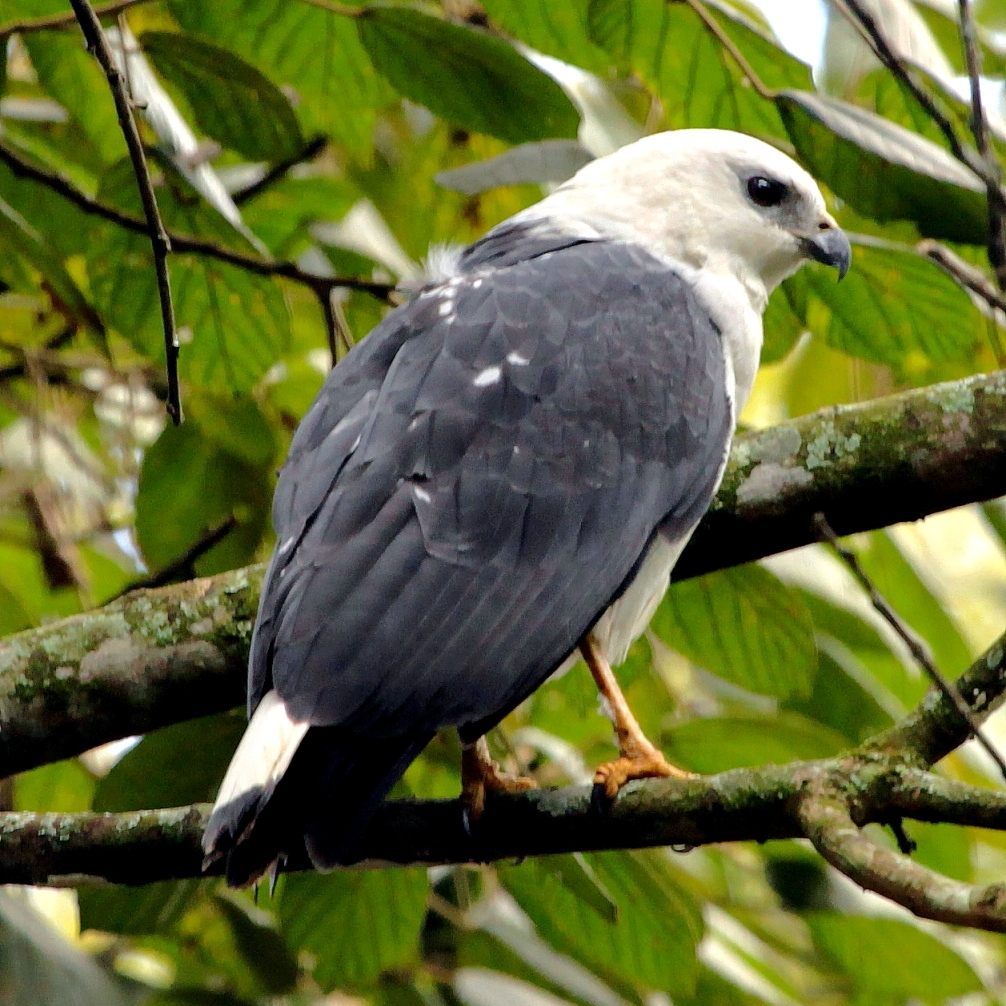

## Utbredning och systematik
Arten har sitt utbredningsområde i kustnära skogar i sydöstra Brasilien. Vithuvad vråk placerades tidigare i släktet Leucopternis, men genetiska studier visar att bör placeras i Buteogallus.

## Status och hot
Internationella naturvårdsunionen IUCN kategoriserar arten som sårbar på grund av en liten och fragmenterad population samt förmodad fortsatt förlust av habitat och direkt förföljelse. Världspopulationen uppskattas till under 10.000 vuxna individer.